# گروته ریبر
گروته ریبر (به انگلیسی: Grote Reber) (زاده ۱۹۱۱ - درگذشته ۲۰۰۲) مهندس آمریکایی، اخترشناسی آماتور بود و به عنوان تفنن به مباحث نجوم رادیویی می‌پرداخت و در پانزده سالگی در این زمینه تبحر یافت.
ریبر در سال ۱۹۳۷ میلادی نخستین تلسکوپ رادیویی را ساخت و به وجود کانون‌هایی در آسمان پی برد که امواج رادیویی ساطع می‌کردند.
نجوم رادیویی پس از جنگ جهانی دوم اهمیت بسیاری پیدا کرد. ریبر در سال ۱۹۴۷ میلادی تلسکوپ خود را به دفتر ملی استانداردها هدیه کرد.

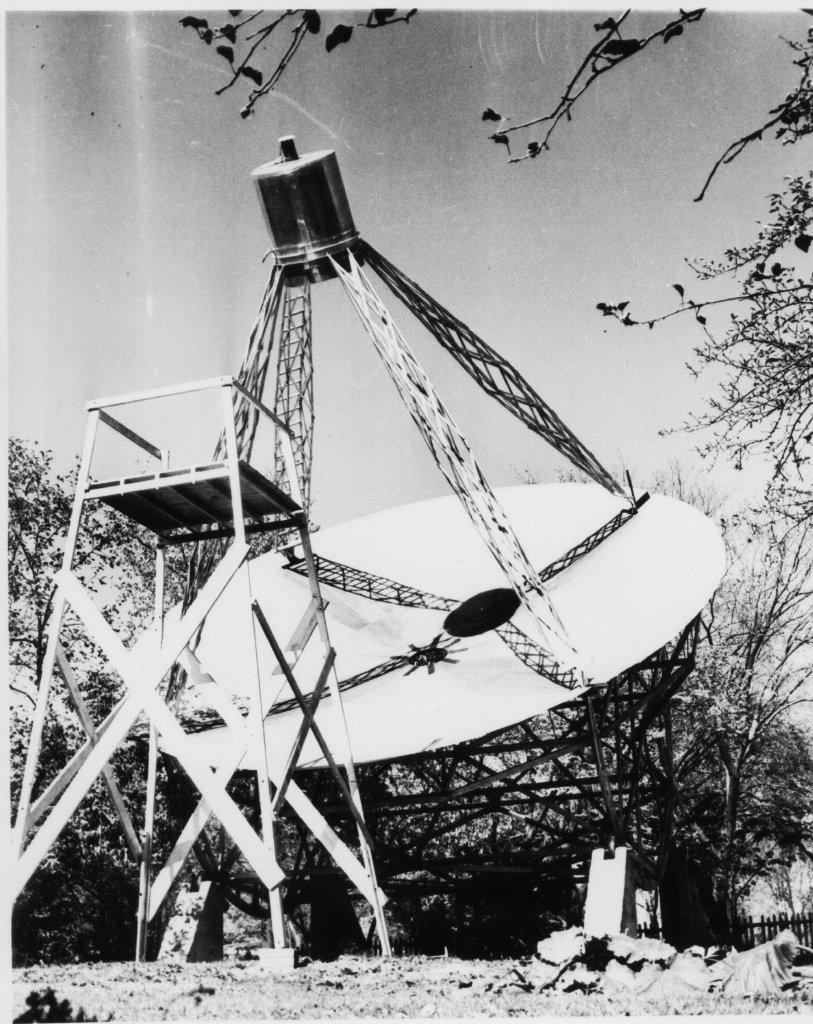
نخستین تلسکوپ رادیویی ساخت سال ۱۹۳۷ میلادی